# S’-čchuan
S’-čchuan (česky tradičně Sečuán nebo Sečuánsko, čínsky 四川; pinyin: sìchuān; tibetsky སི་ཁྲོན་; wylie: Si khron; překlad: Čtyři řeky) je provincie v Čínské lidové republice.

## Historie
Západní část dnešní provincie tvoří historické části Tibetu Kham a Amdo. Téměř shodná část území byla v době Čínské republiky považována za součást prefektury Si-kchang, ta ji ale nikdy fakticky neovládala, protože území bylo součástí Tibetského státu nebo bylo zcela nezávislé. Během Čínské občanské války mezi komunisty a nacionalisty vedly skrz provincii i cesty Dlouhého pochodu. Do roku 1997 bylo součástí provincie i město Čchung-čching, které je dnes samostatně městem pod ústřední správou na úrovni provincie.
V provincii S´čchuan bylo nalezeno mnoho druhů dinosaurů. Fosilie pravěkých obratlovců z této oblasti byly po staletí využívány v čínské tradiční medicíně a byly považovány za kosti legendárních draků.

## Geografie
Provincie S’-čchuan hraničí s autonomní oblastí Tibet na západě, s provinciemi Čching-chaj na severozápadě, Kan-su na severu, Šen-si na severovýchodě, městem pod ústřední správou na úrovni provincie Čchung-čching na východě a dále provinciemi Kuej-čou na jihovýchodě a Jün-nan na jihu.
Velká část provincie se nachází na Sečuánské pánvi. Pánev obklopují vysoká pohoří, zvláště na západě provincie, kde poté navazují na Tibetskou náhorní plošinu.
Oblast je bohatá na zemětřesení, zemětřesení v roce 2008 je jedno z nejhorších v moderních dějinách Číny.
Provincií protéká Dlouhá řeka, která zde přibírá mnoho svých přítoků – Ja-lung-ťiang, Min-ťiang, Tchuo-ťiang, Ťia-ling-ťiang a další. V provincii je víc než 1000 jezer.
Přibližně polovinu rozlohy provincie zabírají autonomní prefektury – tibetské Kardze, tibeto-čchiangská Ngawa a iská Liang-šan. Tibetské Kardze patří k tibetské části zvané Kham zatímco Ngawa patří k tibetskému Amdo.

## Doprava
Kvůli své nepřístupnosti byl dříve S'čchuan hůře dosažitelný. Dnes skrz provincii vedou dálnice a železnice spojující ji se zbytkem Číny. Důležitá je i vodní doprava, splavných je přes 4000 km řek. V posledních letech se v hlavním městě Čcheng-tu zprovoznilo metro.

## Ekonomika
S'čchuan je silná zemědělská oblast, důležitými surovinami je rýže a obilí.
Provincie je důležité středisko těžkého průmyslu, elektroniky a textilu. Také se zde vyrábí víno, které představuje až 20% celkové čínské výroby. HDP provincie za rok 2011 činilo 340 miliard USD, což je 2 545 USD na obyvatele.

## Demografie
Čínským obyvatelům provincie se říká 巴蜀人 (Pa-su) nebo Sečuáňané, jejichž národ je podskupina Chanů. Pa-su tvoří 95 % obyvatel, mluví jiným dialektem čínštiny a mají vlastní kulturu a zvyky. Dále žije v provincii 14 Čínou rozpoznaných národností, mezi ně patří Iové, Tibeťané, Čchiangové a Miaové, dohromady necelých 5 milionů obyvatel. Do roku 1997, kdy bylo součást provincie i město Čchung-čching byl S'čchuan nejlidnatější provincií ČLR.

## Kultura

### Jazyky

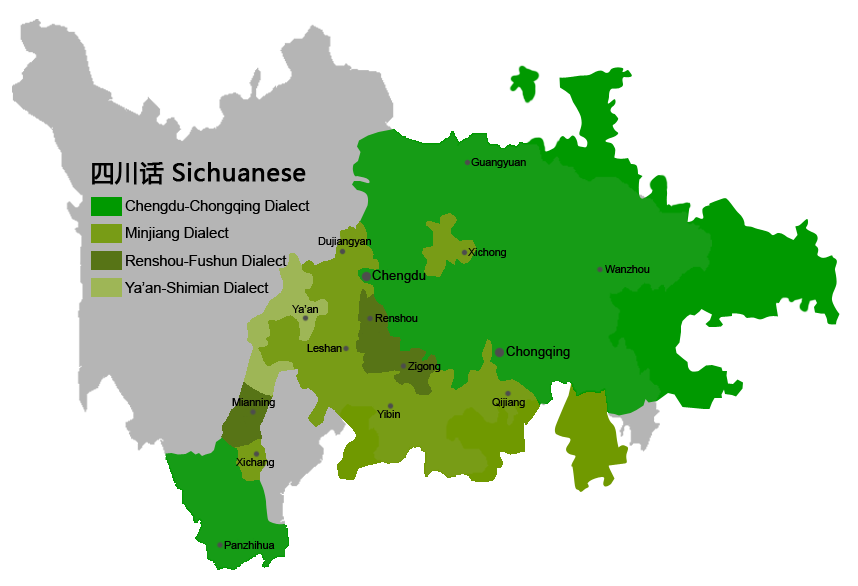
Mapa rozšíření sečuánštiny

Většina obyvatel východní a střední části S'čchuanu a města Čchung-čching používá tzv. sečuánštinu (四川话, Sì-chuān-huà), kterou si osvojilo i mnoho jiných národností v oblasti jako druhý jazyk. Přestože je sečuánština klasifikována jako dialekt standardní čínštiny, liší se od ní po fonologické stránce, má rozdílnou slovní zásobu a dokonce i gramatiku. Sečuánština má sama o sobě několik dalších dialektů. Podle statistik mluví šečuánštinou až 120 milionů lidí, pokud by tedy byl klasifikován jako samostatný jazyk, byl by 10.nejpoužívanější jazyk na světě.
Většina z místních národností má také vlastní jazyky. Nejrozšířenější jsou dialekty tibetštiny, jazyk národa Iů a mnoho dalších.

### Kuchyně

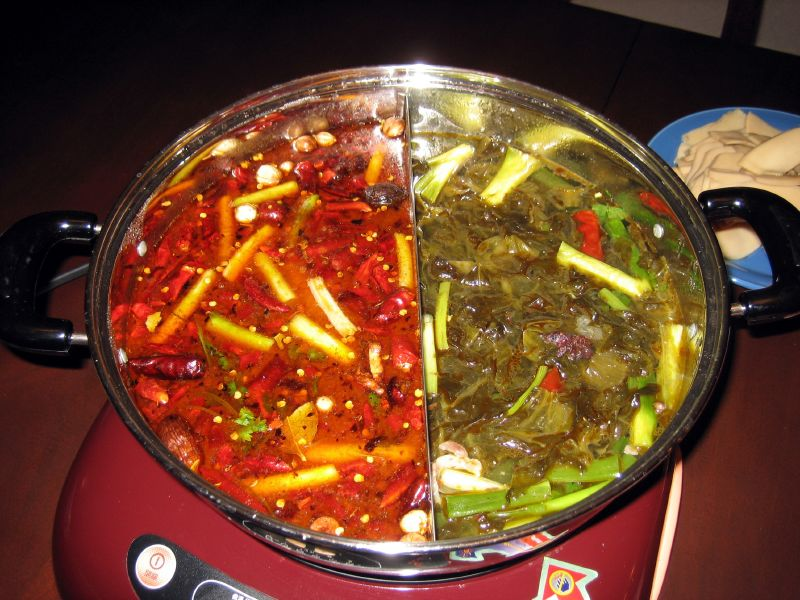
火锅; chuo-kuo čili sečuánský „ohnivý kotlík“, půl velmi pálivý a půl bez chilli

Sečuánská kuchyně je v Číně i po světě velmi známá, především díky pikantnosti a ostrosti. Hodně se používá česnek a pepř sečuánský. Další nejpoužívanější ingredience jsou zázvor, badyán, chilli papričky a mnoho dalších výrazných chutí. V S'čchuanu také vynalezli mnoho omáček, které se postupně rozšířily do celé Číny. Ze S'čchuanu také pochází celosvětově známé kung-pao, mapo tofu, „ohnivý kotlík“ (火锅; chuo-kuo; Hot pot), kořeněné kuře Laziji (辣子鸡) a mnoho dalších.

### Turistika
V provincii je mnoho chráněných území a památek světového dědictví UNESCO.
- E-mej-šan a Lešanský Buddha
- Přírodní rezervace Wo-lung
- Čching-čcheng a Tuťiangjenský zavlažovací systém
- Ťiou-čaj-kou
- Chuang-lung

### Osobnosti
- V blízkosti města Čcheng-tu strávil dětství čínský básník Li Po
- V hlavním městě se narodil známý spisovatel 20. století Li Jao-tchang známý jako Pa Ťin
- V provincii se narodil komunistický politik Teng Siao-pching

## Administrativní členění
| Mapa provincie     | #                             | Název (čínsky)                                   | Název (čínsky)               | Název (čínsky)          | Sídelní městský obvod | Počet obyvatel (2010) |
| Mapa provincie     | #                             | český přepis                                     | znaky                        | pchin-jin               | Sídelní městský obvod | Počet obyvatel (2010) |
| ------------------ | ----------------------------- | ------------------------------------------------ | ---------------------------- | ----------------------- | --------------------- | --------------------- |
|                    |                               |                                                  |                              |                         |                       |                       |
| Subprovinční město |                               |                                                  |                              |                         |                       |                       |
| 9                  | Čcheng-tu                     | 成都市                                           | Chéngdū Shì                  | Čching-jang             | 14 047 625            |                       |
| Městské prefektury |                               |                                                  |                              |                         |                       |                       |
| 3                  | Mien-jang                     | 绵阳市                                           | Miányáng Shì                 | Fu-čcheng               | 4 613 862             |                       |
| 4                  | Kuang-jüan                    | 广元市                                           | Gǔangyúan Shì                | Li-čou                  | 2 484 125             |                       |
| 5                  | Nan-čchung                    | 南充市                                           | Nánchōng Shì                 | Šun-čching              | 6 278 622             |                       |
| 6                  | Pa-čung                       | 巴中市                                           | Bāzhōng Shì                  | Pa-čou                  | 3 283 771             |                       |
| 7                  | Ta-čou                        | 达州市                                           | Dázhōu Shì                   | Tchung-čchuan           | 5 468 092             |                       |
| 8                  | Ja-an                         | 雅安市                                           | Yǎ'ān Shì                    | Jü-čcheng               | 1 507 264             |                       |
| 10                 | Te-jang                       | 德阳市                                           | Déyáng Shì                   | Ťing-jang               | 3 615 759             |                       |
| 11                 | Suej-ning                     | 遂宁市                                           | Sùiníng Shì                  | Čchuan-šan              | 3 252 551             |                       |
| 12                 | Kuang-an                      | 广安市                                           | Guǎng'ān Shì                 | Kuang-an                | 3 205 476             |                       |
| 13                 | Mej-šan                       | 眉山市                                           | Méishān Shì                  | Tung-pcho               | 2 950 548             |                       |
| 14                 | C’-jang                       | 资阳市                                           | Zīyáng Shì                   | Jen-ťiang               | 3 665 064             |                       |
| 15                 | Le-šan                        | 乐山市                                           | Lèshān Shì                   | Š’-čung                 | 3 235 756             |                       |
| 16                 | Nej-ťiang                     | 内江市                                           | Nèijiāng Shì                 | Š’-čung                 | 3 702 847             |                       |
| 17                 | C’-kung                       | 自贡市                                           | Zìgòng Shì                   | C’-liou-ťing            | 2 678 898             |                       |
| 18                 | I-pin                         | 宜宾市                                           | Yíbīn Shì                    | Cchuej-pching           | 4 472 001             |                       |
| 19                 | Lu-čou                        | 泸州市                                           | Lúzhōu Shì                   | Ťiang-jang              | 4 218 426             |                       |
| 21                 | Pchan-č’-chua                 | 攀枝花市                                         | Pānzhīhūa Shì                | Tung-čchü               | 1 214 121             |                       |
| Autonomní kraje    |                               |                                                  |                              |                         |                       |                       |
| 1                  | Kardze (tibetský)             | 甘孜藏族自治州 དཀར་མཛེས་བོད་རིགས་རང་སྐྱོང་ཁུལ་          | Gānzī Zàngzú Zìzhìzhōu       | okres Kchang-ting       | 1 091 872             |                       |
| 2                  | Ngawa (tibetský a čchiangský) | 阿坝藏族羌族自治州 རྔ་བ་བོད་རིགས་ཆ་བ༹ང་རིགས་རང་སྐྱོང་ཁུལ་ | Ābà Zàngzú Qiāngzú Zìzhìzhōu | okres Barkam            | 898 713               |                       |
| 20                 | Liang-šan (iský)              | 凉山彝族自治州                                   | Liángshān Yízú Zìzhìzhōu     | městský okres Si-čchang | 4 532 809             |                       |